# Prolegomena zu einer jeden künftigen Metaphysik, die als Wissenschaft wird auftreten können
Mit seinen Prolegomena zu einer jeden künftigen Metaphysik, die als Wissenschaft wird auftreten können (oft einfach Prolegomena) versuchte Immanuel Kant im Jahr 1783, die wesentlichen Gesichtspunkte seiner „kritischen“ Philosophie bzw. Transzendentalphilosophie übersichtlich darzustellen. Kant verstand diese kleine Schrift selbst als eine vereinfachte und übersichtliche Darstellung der ersten Auflage seines Hauptwerkes Kritik der reinen Vernunft (1781), in welcher er die gleichen Fragen noch tiefgehender und philosophisch anspruchsvoller behandelte.

## Leitende Fragestellung
„Prolegomenon“ (gr.: das; meist im Plural „Prolegomena“ verwendet) bedeutet übersetzt „Vorwort, Einleitung, Vorbemerkung“. Als solche ist das Werk auch zu verstehen: als Vorabklärung dessen, was Metaphysik sein kann, nachdem die Kritik der reinen Vernunft vollzogen ist. Folgende Fragen stehen für Kant dabei im Zentrum:
- Wie ist unser (noumenales) Bewusstsein aufgebaut?
- Wie kommen wir zu Erkenntnissen über unsere Welt?
- Was ist Zeit? Wie entsteht sie?
- Was ist Raum? Wie entsteht er?
- Wie ist unsere Welt, wie unser Kosmos aufgebaut?
- Gibt es einen Gott?

Neben der obligatorischen Vorrede und Einleitung („Vorerinnerung“) entfaltet Kant eine übergeordnete, allgemeine Fragestellung, die er wie folgt formuliert:
„Ist überall Metaphysik möglich?“
Oder, anders formuliert:
„Wie ist Erkenntnis aus reiner Vernunft möglich?“

## Gliederung
Diese „transzendentale Hauptfrage“ unterteilt Kant in drei Teilfragen, die er der Reihe nach beantwortet.

### Wie ist reine Mathematik möglich?
Dieser Teil stellt eine gekürzte Fassung der  Transzendentalen Ästhetik aus der Kritik der reinen Vernunft dar. In ihm entwickelt Kant seine Lehre von der transzendentalen Idealität von Raum und Zeit. Kurzgefasst besagt diese, dass Raum und Zeit nicht real, d. h. nicht unabhängig vom Menschen existieren: Sie stellen vielmehr die Grundbedingung aller sinnlichen Erfahrung (beim Menschen) dar, sind gewissermaßen eine Art Linse oder Brille, mit der wir auf die unerkennbare Wirklichkeit der Dinge an sich blicken.
Mit den reinen Anschauungsformen Raum und Zeit als notwendigen Bedingungen aller sinnlichen Erfahrung versucht diese Theorie u. a. zu erklären, weshalb Urteilen in Mathematik und Geometrie eine unumstößliche Notwendigkeit zukommt, die noch über allen Erfahrungsurteilen liegt: Wären beide Entitäten unabhängig von uns in der Wirklichkeit auszumachen, könnten die über sie getroffenen Aussagen auch nur die Sicherheit komparativ-allgemeiner, nach dem Induktionsschluss getroffener Aussagen wie etwa „Alle (gesunden) Hunde haben vier Beine“ beanspruchen: So weit wir bisher gesehen haben, haben (gesunde) Lebewesen der Gattung Hund vier Extremitäten; was es nicht unmöglich macht, dass wir eines Tages auch solchen mit dreien begegnen werden.

### Wie ist reine Naturwissenschaft möglich?
Dieser Abschnitt gibt in Kürze den Gedanken der Transzendentalen Analytik der Kritik der reinen Vernunft wieder: Spielten im letzten Abschnitt die notwendigen Voraussetzungen allen sinnlichen Erkennens die Hauptrolle, steht hier nun das Erkennen des Verstandes (im Kant’schen Sinne) im Mittelpunkt. Er versucht zu beweisen, dass grundsätzlichen, in den Naturwissenschaften (zur Zeit Kants) zentralen Begriffen (Kant bezeichnet diese als „Kategorien“) wie Substanz, Kausalität, Allgemeinheit etc. ähnlich wie Raum und Zeit eine notwendige Bedingung innerhalb unseres Erkennens zukommt: So betrachten wir nach Kant die Korrelation zweier aufeinanderfolgender Ereignisse (Die Sonne scheint auf einen Stein, dieser erwärmt sich) unter der Kategorie der Kausalität, die dem vormals bloßen Aufeinanderfolgen eine objektive Notwendigkeit unterlegt: Eben weil die Sonne auf den Stein scheint, erwärmt sich dieser.
Auch hier ist ähnlich wie oben das Ziel, allgemein-naturwissenschaftlichen Aussagen eine Art von Notwendigkeit und Gesetzesmäßigkeit zu sichern, die über die bloße Induktion nicht erreicht werden könnte. Gerade die Behandlung von Ursache und Wirkung ist dabei als explizite Reaktion zu David Hume zu verstehen, der die objektive Notwendigkeit unserer Aussagen über Kausalverhältnisse bestritten und hier nur eine subjektiv-psychologische Tendenz der Gewohnheit, eine solche bei beobachteter Korrelation von Ereignissen anzunehmen, gestattet hatte.

### Wie ist Metaphysik überhaupt möglich?
Der dritte Abschnitt des Werkes bietet eine vereinfachte und stark gekürzte Version der Transzendentalen Dialektik aus der Kritik der reinen Vernunft. Als zentrales Erkenntnisorgan wird hier die Vernunft im engeren Sinne (wiederum: nach kantischer Terminologie) thematisiert. Während Sinnlichkeit und Verstand (s. o.) unsere Erkenntnis der Natur konstituieren, dient die Vernunft dieser als Regulativ, indem sie uns anleitet, ein Ganzes aller möglichen Erkenntnisse anzustreben. Dabei entsteht die Gefahr, dass wir auch ihr eine konstitutive Fähigkeit zu neuen Erkenntnissen unterstellen und dadurch in sogenannte Antinomien geraten, die allesamt auf der Verwechslung desjenigen, was wir als erkenntnisfähige Wesen erstreben sollen mit demjenigen, was wir erkennen können, beruhen.
Daraus entstehen dann die metaphysischen Fragestellungen nach den räumlichen wie zeitlichen Begrenzungen der Welt, nach einer ersten Ursache alles Seienden oder der Existenz Gottes. Mittels einer Kritik unserer Vernunft als Erkenntnisvermögen  soll diese in ihrer Funktion bestätigt, aber auch gleichzeitig begrenzt und die (theoretische) Unlösbarkeit aller dieser Fragestellungen erwiesen werden.

## Ausgaben
- Immanuel Kant: Kants gesammelte Schriften (Akademie-Ausgabe). Band IV. Georg Reimer, Berlin 1911, S. 253–383 (archive.org).
- Immanuel Kant: Prolegomena zu einer jeden künftigen Metaphysik, die als Wissenschaft wird auftreten können. [Unveränderter Abdruck der Ausgabe Leipzig 1920] Mit Einleitung, Beilagen, Personen- und Sachregister. Hrsg. von Karl Vorländer. 6. Auflage. Hamburg 1951 (= Philosophische Bibliothek. Band 40).